# アレクサンドル・スクリャービン
アレクサンドル・ニコラエヴィチ・スクリャービン（ロシア語: Алекса́ндр Никола́евич Скря́бин, ラテン文字転写: Aleksandr Nikolaevich Skryabin, 1872年1月6日 - 1915年4月27日）は、ロシアの作曲家、ピアニスト。作曲者自身はフランス語風に Alexandre Scriàbine（もしくは Scriabine）と綴ることを好んだ。英語では Alexander Scriabin, ドイツ語では Alexander Skrjabin となる。また、日本ではスクリアビンと表記される場合もある。

## 生涯

### 生い立ちと学生時代

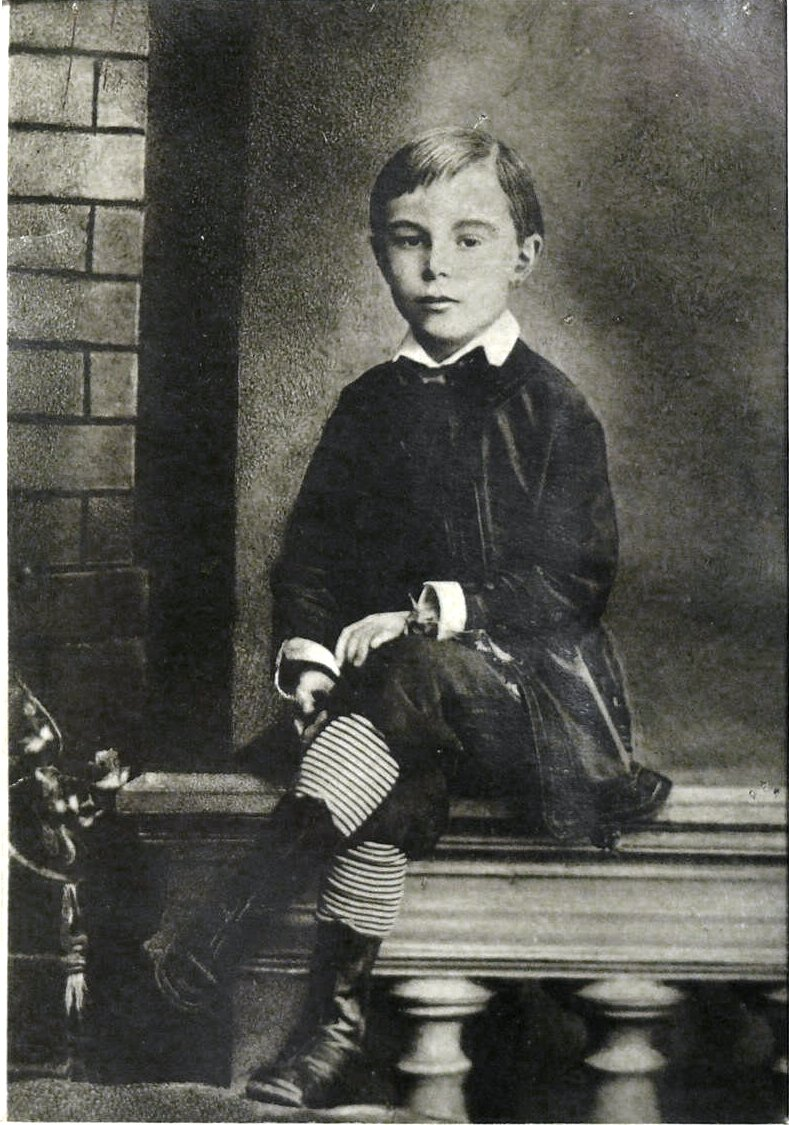
少年時代のスクリャービン（1879年）

モスクワの小貴族（軍人貴族）の家系に生まれる。祖先はタタール系であるとされる。父親は中近東の言語や政情に通暁した外交官として国内外を飛び回って家庭を顧みず、母のリュボーフィ・ペトロヴナはスクリャービンを生んでまもなく産褥熱で急死した。このため叔母リューバの監督下で育つ。ちなみにスクリャービンの亡母はモスクワ音楽院に学び、テオドル・レシェティツキにも師事してアントン・ルビンシテインに祝福されたピアニストであった。イギリスのロシア正教会スールジ主教区の府主教アンソニー・ブルームは母方の甥である。

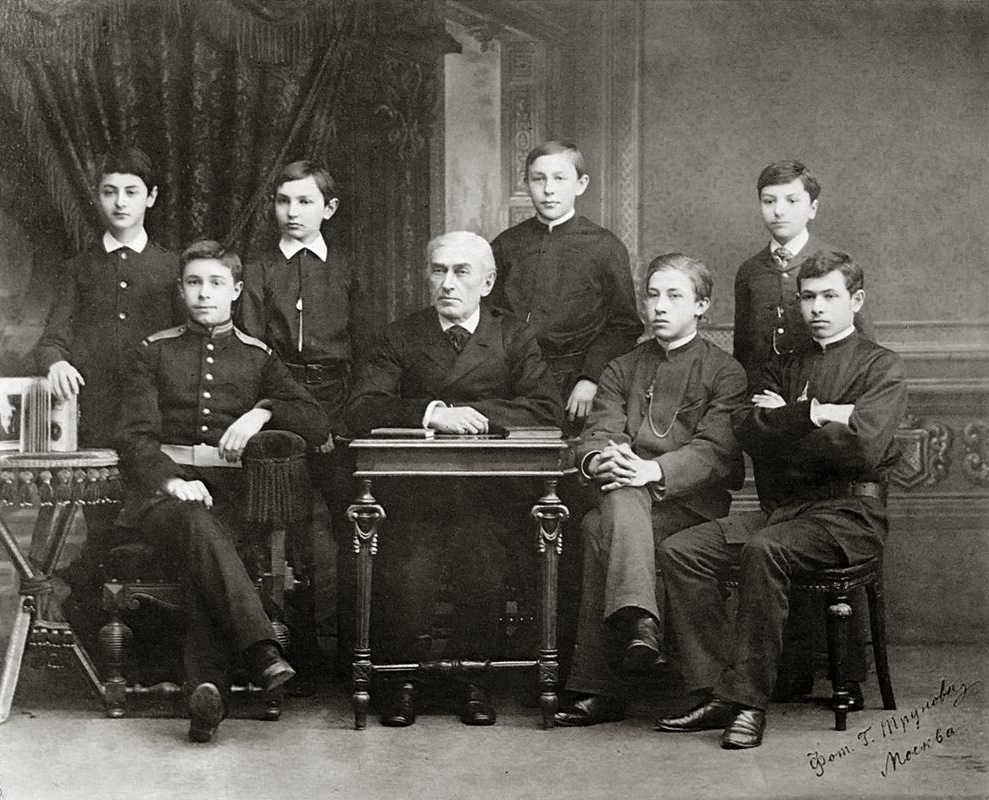
1880年頃のズヴェーレフと学生達。左から2番目（手前の一番左に座っている人物）がスクリャービンであり、右から4番目（奥の右から2番目に立っている人物）がラフマニノフである。

幼児期からピアノを始める。10歳で自ら望んで陸軍兵学校に進むが、小柄で虚弱なことと学業が優秀なこと、そして楽才が顕著なことから、特別にモスクワ音楽院への通学が認められ、14歳から院長セルゲイ・タネーエフに作曲と音楽理論を、ニコライ・ズヴェーレフにピアノを師事。もともと即興演奏を好む少年だったが、この頃から作曲したものを五線譜に残すことを習慣付けるようになる。1888年から周囲の勧めで、正式にモスクワ音楽院に転学、ピアノ科でワシーリー・サフォーノフに、作曲科でアントン・アレンスキーに師事する。同級生にセルゲイ・ラフマニノフがいた。気難しく扱いにくい性格のあったスクリャービンにアレンスキーは手を焼いた。結局スクリャービンは作曲科を修了することが出来ず、ピアノ科のみで単位を取得した。このころ作曲家としてはラフマニノフが、ピアニストとしてはスクリャービンが有望視されていた。ピアノ卒業試験においては、ラフマニノフが1位、スクリャービンが2位であった。

### 作曲家スクリャービンの誕生
手の大きかったラフマニノフに比べ、10度音程が掴めない程度の手の持ち主だったにもかかわらず、学生時代の同級生ヨゼフ・レヴィーンらと、超絶技巧の難曲の制覇数をめぐって熾烈な競争を無理に続け、ついに右手首を故障するに至った。回復するまでの間に、左手を特訓するとともに、ピアニストとしての挫折感から作曲にも力を注ぐようになる。右手以上の運動量を要求され、広い音域を駆け巡ることから「左手のコサック」と呼ばれる独自のピアノ書法をそなえた、作曲家スクリャービンの誕生であった。「前奏曲」と「夜想曲」からなる『左手のための2つの小品』（作品9）は、当時を代表する作品の一つである。
1891年頃、ミトロファン・ベリャーエフのサークルの同人となり、リムスキー＝コルサコフの知遇を得て、生涯に渡る親交を結ぶ。またベリャーエフ出版社から、定期的に作品の出版が開始される。1897年に衝動的に改宗ユダヤ人女性と結婚（この女性との間に娘エレナ・スクリャービナが誕生。エレナは後に音楽学校同級生ウラディーミル・ソフロニツキーと結婚。）するが、これは庇護者ベリャーエフの意向に沿わず、年金がカットされたために、翌1898年から母校モスクワ音楽院のピアノ科教授に就任。教育者としての評価が下されることは少ないが、学生の間では誠実で忍耐強く、学生の意欲を尊重する教師として評判がよく、ウィーン国立音楽大学のピアノ科からスカウトされたほどだった。

### 変化と発展

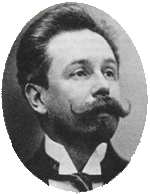
1900年頃に撮影されたスクリャービン

1900年頃からフリードリヒ・ニーチェの哲学に心酔し、とりわけ超人思想に共鳴する。その後は神智学にも傾倒し、この2つから音楽思想や作曲に影響を受ける。1902年に作曲に専念するとしてモスクワ音楽院を辞職するが、すでに門人タチヤナ・ド・シュリョーツェルと愛人関係を結んでいた。1904年に家庭を捨ててタチヤナとともにスイスに出奔、西欧各地を転々とする。1908年、タチヤナとの間に息子ジュリアン・スクリャービンが誕生。この頃からロマン派の影響を脱し個性的かつ神秘主義的な作風へと向かう。ロシア暦（ユリウス暦）でのクリスマス生まれだったことも、スクリャービンの神秘主義や、救世主きどりに拍車をかけた。1909年から1910年までブリュッセルに住み、ジャン・デルヴィルらのベルギー象徴主義絵画や共感覚に興味を寄せつつ、ブラヴァツキー夫人の著作にいっそう親しんだ。これにより、自らの芸術を神智学思想を表現するためのものとして考えるようになり、後期の「神秘和音」を特徴とする作品を残す。それとともに前衛的作曲家として国際的に認められるようになった。

### 終焉
1910年帰国。このころに、アコースティック録音とピアノロールに自作の録音を残し、セルゲイ・クーセヴィツキーやセルゲイ・ラフマニノフの指揮で自作の『ピアノ協奏曲 嬰ヘ短調』（作品20）や『交響曲第5番「プロメテ - 火の詩」』（作品60）を演奏。作曲のかたわら国内外で精力的に演奏活動にとり組む。虚弱体質の反動から生涯にわたり健康を気にしすぎる気味があったが、皮肉なことに唇への虫刺されが炎症を起こし、膿瘍による敗血症がもとでモスクワで1915年に43歳で急死した。

## 後世への影響
スクリャービンは、クロード・ドビュッシー、アルノルト・シェーンベルクとともに、20世紀現代音楽の先駆者の一人と考えられている。
永らくスクリャービンは一過性の存在であり、音楽史上に何ら影響を与えなかったと看做されてきた。初期において濃厚な影響を受けたイーゴリ・ストラヴィンスキーでさえ、後にスクリャービンを「単なる妄想狂」と切り捨てている。しかしながら現在では、スクリャービンの影響がロシアやソ連の国境を越え、国際的な広がりを持っていることが近年になって明らかにされてきた。スクリャービンの支持者は、フェルッチョ・ブゾーニやアルバン・ベルクがおり、信奉者はカロル・シマノフスキや山田耕筰、チャールズ・グリフス、ルース・クロフォード＝シーガーなどがいる。スイス時代のスクリャービンにピアノを学んだカナダ人女性は、シカゴで音楽教師として立ち、結果的にジャズ・ピアニストの育成に貢献したとされる。
スクリャービンの音楽美に対する研究はロシア・アヴァンギャルドを含む次世代のロシアの作曲家たちに強い影響を与えた。比較的スクリャービンに近い作曲家はニコライ・オブホフであり、独自の記譜法とクロワ・ソノールと呼ばれる十字架の形をした楽器の開発で知られる。イワン・ヴィシネグラツキーもスクリャービンの模倣から出発したものの、やがて微分音を含む1オクターヴ内に十数個の音から成る和音の共鳴に惹かれていき、オブホフ同様に新しい楽器の開発に携わった。しかしながら、調性を超えた音楽の先に神秘的な力を視るというイメージは、明らかにスクリャービンの規範なしにはありえなかったといってよい。ちなみに、オブホフはモーリス・ラヴェルに愛され、ヴィシネグラツキーはオリヴィエ・メシアンから敬慕の念を受けていた。オブーホフの長々と宗教的な題名をつける傾向は、メシアンの場合と共通点が認められる。

## スクリャービン演奏で知られるピアニスト
ウラディーミル・ホロヴィッツ
ホロヴィッツは、特にラフマニノフとの関係も有名であるが、スクリャービンとも関係がある。ホロヴィッツがピアノを始めたばかりの頃、スクリャービンの前で演奏させてもらえる機会があったという。その時、スクリャービンはその場では将来必ずしも成功するとは語らずも、このピアニストの才能を見抜き、ホロヴィッツの母親に、早く本格的なピアノの教育をするように助言したと言う。そのような「繋がり」もあってか、ホロヴィッツは、スクリャービン音楽が反倫理的であると否定的に解された時代にあっても、自分のレパートリーに必ずスクリャービンの作品を入れていた。
ウラディーミル・ソフロニツキー
スクリャービンの娘婿である。旧ソ連時代、旧ソ連内では、ホロヴィッツを上回る評価を得て、リヒテルなどに「あなたは神です」と呼ばれたという。彼を崇拝する信者も多数いた。西側諸国でも「伝説のピアニスト」と位置づけられていた。『伝説のスクリャービン・リサイタル』などのCDが存在する。コントラストの強烈な演奏。
ウラディーミル・アシュケナージ
ラフマニノフ演奏で有名なアシュケナージであるが、モスクワ音楽院時代は、スクリャービンの音楽にも熱中していたという。スクリャービンの「ピアノソナタ全集」、指揮者として「交響曲全集」を録音している。解釈はオーソドックス。
ジョン・オグドン
EMIからスクリャービンの「ピアノソナタ全集」を発表している。自身が作曲家だったこともあり理知的で見通しの良い演奏。特に複雑な後期作品の名解釈で知られる。
ロベルト・シドン
1941年ブラジル生まれのピアニスト。ドイツ・グラモフォンレーベルから自身の補筆による『ピアノソナタ 変ホ短調』を含む初の完全「ピアノソナタ全集」を発表した（1968～71年録音）。熱狂的なダイナミックレンジなどが個性的で、名演の一つとされる。
マルク＝アンドレ・アムラン
類稀なテクニックで知られる。スクリャービンの「ピアノソナタ全集」を1996年にイギリスのハイペリオン・レコードから出しており、評判も高い。ただし、ロシア楽派直伝の解釈ではなく、彼もそれを認めている。
ルース・ラレード
女性による初の「ピアノソナタ全集」の録音に成功。また、ボールドウィンを使用した唯一の録音である。
マイケル・ポンティ
ヴォックス社はポンティを指名し「スクリャービン全集」の録音を完成させ、これが世界初の「ピアノ曲全集」となった。この録音は強行軍で行ったため、演奏は勢いでまとめてしまったものもあるが、全体としては安定しており、正統的で丁寧な演奏となっている（しかし、ヴォックス社の録音状態は酷いものとなってしまっており、「アップライトピアノで演奏されている」という話が生まれるほどであった）。
ホーカン・アウストボ
1948年生まれのノルウェーのピアニスト。スタイリッシュで丁寧、なおかつ独特な煌めきを湛えた演奏。スクリャービンの「色光ピアノ（クラヴィエ・ア・リュミエール）」を実現させるプロジェクトを組織し、監督している。
マリア・レットベリ
ラトヴィア共和国に生まれ、サンクトペテルブルク音楽院で学んだスウェーデン国籍のピアニスト。ポンティに続く「スクリャービン全集」（2004年）を完成させた。録音、演奏の質ともに評価が高い。

## 作品
スクリャービンは自身が卓越したピアニストであったことから、自然とピアノ曲を数多く作曲した。「本質的にミニアチュール（小品）作家であった」と言われ、小品のほとんどは3分程度にも満たない。一方、声楽曲はほとんど手がけていない（歌曲が1曲、二重唱が1曲、あとは『交響曲第1番』のみ）。
スクリャービンは少年時代からショパンやリストを敬愛したため、ピアノ書法や旋律の発想において、この両者から大きな影響を受けている。しかしながら左手の特訓の結果、右手に匹敵するほど柔軟な運動力を身につけたことから、この両者と異なる独自のポリフォニックな発想も顕著である。ショパンの影響は、練習曲や前奏曲、マズルカといった楽種だけでなく、初期の作風（1900年頃まで）にも明らかに残っている。この時期の有名曲としては、ショパンを意識した『12の練習曲』（作品8）の中の、跳躍が特徴的な『第12番 嬰ニ短調「悲愴」』がある。
一方、リストやワーグナーに影響された中期（1902年から1905年ごろまで）の代表的作品として、『8つの練習曲』（作品42、1903年）があり、独自の音楽語法を形成した後期の代表的な作品に、ピアノのための詩曲『焔に向かって』（作品72、1914年）が挙げられる。
またスクリャービンの特徴として、「神秘和音」（または「合成和音」（Synthetic chord）とも呼ばれている）を独自に生み出し、彼自身の作品でも多用されている。これは四度音程を6個堆積した和音（但し、V. デルノワの『スクリャービンの和声』以来、一般的に、属九の和音の第5音を下行変質し、付加第6音を加えた和音と解釈されている）であり、独特の響きがもたらされ、文字通り神秘的な雰囲気を醸し出す。また、彼独特のクロスリズムも多く用いられている。
ピアノ曲以外で主要な分野は管弦楽曲（後述）のみである。室内楽曲は数曲、歌曲は2曲、ほかにオペラのスケッチが残されたに留まる。
現存する声楽曲2曲と『交響曲第1番』、そして晩年の『神秘劇』ではスクリャービン自ら詞を書いている。

### ピアノソナタ
同時代のグラズノフの「交響曲」やラフマニノフの「協奏曲」が、それぞれの分野において19世紀ロシア音楽の金字塔を打ち立てているとすれば、スクリャービンは「ピアノソナタ」の分野で同様の業績を残している。
スクリャービンは、ベートーヴェン以降における独自の世界のピアノソナタの重要な開拓者である。第一に、初期の未発表曲も含めて11曲という量のピアノソナタを残していること（少年時代の『幻想ソナタ 嬰ト短調』（作品番号なし、1886年）は実質的に夜想曲で、構成面においてソナタとは呼べない）、第二に、ベートーヴェン以降に開発された、あらゆる演奏技巧やピアノ書法を巧みに用い、表現の多様性と自在さにおいて、19世紀の西欧におけるピアノソナタの前例を遥かにしのいでいること、第三に、ソナタというジャンル以外の小品においてもソナタ形式やソナチネ形式を用いて、ソナタ形式の可能性を探究していること（後年のソナタにおいて単一楽章を採る姿勢にも通底）、そして最後に、質・量ともに、ロシアにおいて前代未聞のピアノソナタを連作し、メトネルやプロコフィエフに先鞭をつけたことである。
『第1番 ヘ短調』（作品6）から『第4番 嬰ヘ長調』（作品30）までのソナタは、ベートーヴェンの立体的な動機労作や論理的な楽曲構成、ショパンの抒情的な表現や和声感覚、そしてリストの演奏技巧を組み合わせ、なおかつ独自の境地を開くことに成功している。たとえば、『第2番「幻想ソナタ」』（作品19）はベートーヴェンの『月光ソナタ』の延長上にあり、第1楽章はソナタ形式を使ったショパン風の夜想曲、第2楽章はロンドソナタ形式によるシュトゥルム・ウント・ドラング風のフィナーレと解釈することができる。第4番は、前奏曲とロンドソナタという風変わりな構成だが、スクリャービンのソナタでは例外的に、『第5番』（作品53）とともに長調で作曲され、明るい響きに満たされている。
第5番以降のソナタはとりわけ個性的で、普通では使用されないような和声や構成が大胆に使われている。『第6番』（作品62）以降の作品には調号が無く、調性が機能していないため、実質的に無調で作曲されている。『第7番「白ミサ」』（作品64、1912年）と『第9番「黒ミサ」』（作品68、1913年）は、作曲者晩年の神秘主義への傾倒を物語る作品として有名。
第1番に先立つ『ピアノソナタ 変ホ短調』（作品番号なし）と、その第1楽章を拡張した『アレグロ・アパッショナート 変ホ短調』（作品4）のほか、『ポロネーズ 変ロ短調』（作品21）と『幻想曲 ロ短調』（作品28）、『悪魔的詩曲 ハ長調』（作品36）においてソナタ形式が使われており、『悲劇的詩曲 変ロ長調』（作品34）や『練習曲 嬰ハ短調』（作品42-5）はソナチネ形式か、またはそれに準ずる構成が採られている。

### 管弦楽曲
スクリャービンの管弦楽曲はそれほど多くなく、『ピアノ協奏曲 嬰ヘ短調』（作品20、1898年）と5つの交響曲のほかに、交響曲作曲の習作といった側面をもつ、前奏曲『夢』（作品24）がある。スクリャービンは、シューマンやフランクにも前例があるように、鍵盤楽器の発想をそのままオーケストラに持ち込んだため、ピアニスティックなパッセージがしばしば目立ち、時として管弦楽法への未熟ぶりを浮かび上がらせることがある。それでもなお、豊かな音色のパレットを備えた管弦楽曲作家であり、木管楽器と弦楽器の柔らかな色彩と、金管楽器の鋭い響きとの対比や、独奏ヴァイオリンの艶やかな響きへの好みという点において、フランクやショーソンとの類似が見出される。
最初の交響曲である『第1番 ホ長調』（作品26）はフィナーレに声楽が導入されているが、声楽パートの旋律は声楽的というより器楽的である。『第2番 ハ短調』は、すべての楽章がソナタ形式あるいはソナタ形式に準ずる形式が使われており、5楽章で作曲されているが、第1楽章と第2楽章、第4楽章と終楽章が連結されている。『第3番 ハ短調「神聖なる詩」』（作品43）は作曲者の存命中にフランスで上演された標題交響曲で、3つの楽章すべてに付された副題が、ニーチェの超人哲学に触発されたことをほのめかしている。
後期の代表作である『第4番「法悦の詩」』（作品54、1908年）と『第5番「プロメテ - 火の詩」』（作品60、1910年）はどちらも単一楽章で作曲されている。この2曲は、かつては自由な形式の交響詩と看做されていたが、現在では、内部構造が自由に拡張されたソナタ形式で作曲されていることが確認されている。
最後の交響曲となった『プロメテ - 火の詩』では、鍵盤を押すとそれに応じて色の付いた光（彼自身の共感覚に基づくとの説もある）が放射される「色光ピアノ」（クラヴィエ・ア・リュミエール）を用いて聴覚と視覚との統合芸術を目指したが、『神秘劇』と題された最後の未完作品では、さらに五感全てに訴えるマルチメディア的芸術を企図したと言われる。そのスケッチを元に、ロシアの作曲家アレクサンドル・ネムティン（1936年-1999年）が大オーケストラとピアノ、合唱からなる3部構成の『神秘劇序幕』を26年の歳月をかけて完成させた。

## 出版
1970年代にはソ連政府が総力を上げ旧スクリアビン全集の出版に成功したが、国内流通のみであった。コンピュータ出力譜による新スクリアビン全集が、全世界流通になったのは2021年である。ただし、旧スクリアビン全集と同様にハードカバー版のみの販売である。

## 参考書籍
- フォービオン・バウアーズ『アレクサンドル・スクリャービン 生涯と作品』 泰流社〔叢書ムジカ・ゼピュロス〕 1995年 ISBN 4-8121-0105-0
- Coombs, Stephen (2007) (英語). The Early Scriabin. Hyperion Records limited. OCLC 165082258